# Reva (Palilula)
Pour l’article homonyme, voir Reva.
Reva (en serbe cyrillique : Рева) est un quartier de Belgrade, la capitale de la Serbie. Il est situé dans la municipalité de Palilula. En 2002, il comptait 2 808 habitants.

## Quartier
Reva est un des sous-quartiers de Krnjača. Il se trouve dans la partie de la municipalité de Palilula située dans le Banat. Il s'étend entre le Blok Zaga Malivuk (au nord), sur le côté méridional du Pančevački put, qui relie Belgrade à la ville de Pančevo, et la tourbière de Reva (au sud).
Reva est principalement une zone consacrée aux activités économiques et notamment industrielles, avec de nombreux hangars et installation de stockage. Le quartier est également connu pour ses pépinières.

## Tourbière
La tourbière de Reva est située à proximité de la rive gauche du Danube, dans une zone marécageuse et propice aux inondations. Une partie de la tourbière a été transformée en étang. Elle s'allonge de l'ouest à l'est, parallèlement au cours de la rivière Sebeš. Comme d'autres zones marécageuses du quartier de Krnjača, Reva constitue un secteur privilégié pour la reproduction des moustiques.